# Oposição à ditadura portuguesa
A oposição começou logo após a implantação da ditadura portuguesa em 1926 e foi-se fortificando e alargando à medida que o regime autoritário (1926-1974) perdurava. Ela sempre lutou, perturbou e se opôs às ideias da  ditadura militar (1926-1933) e do Estado Novo (1933-1974).
Muitos intelectuais e pessoas importantes, como Humberto Delgado, Maria Pia de Bragança, Álvaro Cunhal, Norton de Matos, participaram na oposição e contribuíram muito. A oposição sofria muito com as perseguições e repressão da PIDE/DGS, a polícia política do Estado Novo, por isso ela optou pela clandestinidade. Muitos opositores foram forçados a exilar-se para o estrangeiro e alguns até foram assassinados pela PIDE, como o General Humberto Delgado ou o escultor Dias Coelho entre muitos outros.

## Fases da oposição
O movimento de contestação da ditadura militar pode ser dividida em 3 fases com características diferentes:

### Primeira fase (1926 até 1943)
- Oposição fraca, desorganizada e violenta.

No princípio da ditadura, a oposição era desorganizada e era dominada por concepções anarquistas que privilegiavam a acção violenta, radical e armada.

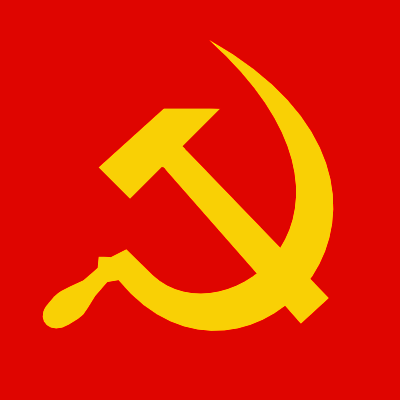
O Partido Comunista Português representou a principal estrutura organizada de oposição à ditadura

Os republicanos democráticos organizaram e comandaram várias revoltas como as de Fevereiro de 1927, de Julho de 1928, de Abril de 1931 e de Agosto de 1931, que tiveram lugar no Porto, Lisboa, Setúbal, Açores, Madeira e Guiné, mas todas elas fracassadas.
Em 1932, o movimento monárquico católico do Integralismo Lusitano fez a sua demarcação em relação ao Estado Novo e, no ano seguinte, sob a liderança de Rolão Preto e Alberto Monsaraz (ex-membros da Junta Central do Integralismo Lusitano, entretanto dissolvida para integrar a Causa Monárquica), suspenderam a reivindicação monárquica, e resolveram organizar o Movimento Nacional-Sindicalista para dar combate à institucionalização da "Salazarquia". Perante a enorme mobilização conseguida em torno daquele movimento, Oliveira Salazar proibiu-o em 1934, mandando prender e colocar os seus chefes na fronteira com Espanha.
A revolta de 1934 que foi organizada pelos anarquistas, comunistas e operários que tentaram opor-se à corporativização dos sindicatos, teve lugar na Marinha Grande, mas esta revolta, como as outras, fracassou.
Em 1935, os nacionais-sindicalistas, vieram ainda a Portugal tentar uma revolta ("tentativa de revolta do navio Bartolomeu Dias e do destacamento militar do Quartel da Penha de França") para derrubar o Estado Novo, mas esta fracassou. Rolão Preto e Alberto Monsaraz foram forçados a sair uma vez mais para o exílio em Espanha.
Em 1937, um grupo de anarcossindicalistas tentaram assassinar Salazar, o "Chefe", quando ele se dirigia para a missa, mas ele conseguiu escapar ileso.

### Segunda fase (1943 até aos princípios da década de 60)
- Oposição mais organizada e “pacífica” e a participação destes nas eleições presidenciais de 1949, 1951 e 1958. Naquela época, a oposição organizada ao regime continuava a ser pequena, incluindo sobretudo os intelectuais, os comunistas, os profissionais liberais e os democratas.

Em 1943, nasceu o Movimento de Unidade Nacional Antifascista (MUNAF). Era uma organização política clandestina e pretendia agrupar e reorganizar a oposição (desorganizada naquele tempo). Conseguiu agrupar muitos opositores democráticos, como Mário Soares.
Em 1945, com a derrota das grandes ditaduras (alinhados no Eixo), Salazar foi forçado a fazer algumas mudanças "democráticas", nomeadamente a instituição de eleições, para dar uma boa imagem às democracias capitalistas ocidentais.
Para preparar a oposição para as eleições (tanto presidenciais como legislativas), o MUNAF foi substituído pelo Movimento de Unidade Democrática (MUD), em 1945. Era uma organização política autorizada por Salazar e pretendia proporcionar um debate público em torno da questão eleitoral. Mas, a oposição nunca conseguia ganhar as eleições porque estas são manipuladas secretamente pelo Governo. Este movimento democrático rapidamente recebeu grande apoio popular e conseguiu agrupar muitos opositores ao Estado Novo, principalmente intelectuais e profissionais liberais, por isso a MUD foi dissolvido pelo regime em Janeiro de 1948. Muitos dos antigos membros da MUD continuaram a opor-se ao regime e integraram-se na comissão de apoio à candidatura do general Norton de Matos à Presidência da República, em Abril de 1948.
Muitos opositores foram perseguidos e obrigados à clandestinidade e ao exílio. O único partido político organizado e eficiente naquela época era o Partido Comunista Português (fundado em 1921), que foi um dos protagonistas da oposição ao Estado Novo. Salazar considerava-o uma grande ameaça.
Os opositores participaram nas eleições presidenciais de 1949 (Norton de Matos), de 1951 (Quintão Meireles) e de 1958 (Humberto Delgado) defendendo a democratização. As eleições de 1958 conseguiram abalar o poder do Estado Novo e deram força e esperança à oposição, mesmo que o candidato opositor (Humberto Delgado) perdesse. O General Delgado conseguiu reunir em torno dele toda a oposição democrática e teve grande apoio popular. Após desta eleição, o Governo, para não haver mais surpresas, mudou o ato eleitoral. Em vez de eleger o Presidente da República por sufrágio directo, o Governo criou um colégio eleitoral (compostos pelos partidários da União Nacional) para elegê-lo (assim não haverá mais eleições presidenciais).
Em 1959, o General Humberto Delgado, na sequência da derrota eleitoral, vítima de represálias por parte do regime salazarista e alvo de ameaças por parte da polícia política, pediu asilo político na Embaixada do Brasil, seguindo depois para o exílio nesse país. Durante o período do seu exílio no Brasil foi amplamente apoiado por D. Maria Pia de Saxe-Coburgo Gotha e Bragança, a quem se dirigia como "a Princesa" ou "a Duquesa", ela que o ajudou monetariamente e ainda lhe ofereceu uma das suas residências em Roma para que o General pudesse regressar ao território europeu.
Um dos mais célebres actos que a oposição fez no estrangeiro foi a captura do "paquete Santa Maria" (1961) por Henrique Galvão, amigo e aliado de Delgado. Este acto despertou a atenção do Mundo. Este paquete pertencia à Companhia Colonial de Navegação, uma das jóias da marinha mercante portuguesa.
Mas, existiam vários sectores da sociedade, como as forças armadas, a burguesia (especialmente a alta burguesia) e o clero católico, que apoiavam o regime salazarista. Com o início da guerra colonial, em 1961, a oposição alargou-se cada vez mais devido ao descontentamento do povo à guerra e iniciou uma contestação sem tréguas ao regime, o que precipitou a queda deste. Apesar das inúmeras contestações da oposição, o sentimento oficial do Estado português, contudo, mantinha-se: o Estado Novo recusa a democratização e a libertação das colónias e era isso que era transmitido pelos meios de comunicação e pela propaganda estatal.
A partir da década de 60, os estudantes universitários começaram a opôr-se ao regime e um dos principais conflitos foi a Crise académica de 1962. Esta crise teve início em Fevereiro de 1962, quando o Governo proibiu as comemorações do Dia do Estudante. Um grande número de estudantes da Universidade de Lisboa reagiu ocupando a cantina universitária, vindo a ser reprimido pelas forças policiais. Perante a recusa definitiva do Governo em autorizar as celebrações do Dia do Estudante, e ainda como forma de protesto contra a violência da polícia, as Academias de Lisboa e de Coimbra decretaram conjuntamente o luto académico. Colocados perante a violência e a recusa do diálogo do regime e na impossibilidade de assegurarem a coordenação do movimento em conjunto com os outros que os apoiam, nomeadamente a oposição democrática, os estudantes acabaram por desistir da contestação, acabando o regime por retomar o controlo da situação no final do ano. De qualquer forma, esta longa crise assinalou o despertar para a actividade política de uma geração que, nos anos seguintes, mostraria ser um dos sectores mais vivos da resistência ao Estado Novo.
Em Março de 1959, várias figuras militares e civis planeiam um golpe de Estado em Lisboa, conhecido como "Golpe da Sé", com objectivo de derrubar Salazar, na sequência da fraude eleitoral das presidenciais de 58. A intentona, de inspiração sobretudo católica, acabou travada à nascença, sem que algum dos envolvidos pegasse em armas. A causa do fracasso está nas fugas de informação, que foram parar à PIDE.
No dia 31 de Dezembro de 1961, dá-se uma revolta militar e civil no quartel de Beja (regimento de infantaria 3), comandada pelo capitão Varela Gomes e Manuel Serra (líder civil). O general Humberto Delgado regressou clandestinamente ao país para participar nesta revolta, que apesar de ter quebrado um ciclo de 30 anos em que a oposição não pegou em armas, acabou fracassada.
No ano seguinte, um grupo de oficiais liberais, dirigido pelo General Botelho Moniz (Ministro de Defesa), lançou um tentativa de golpe de Estado (chamada depois de Golpe Botelho Moniz). Este golpe de Estado, destinado a afastar Salazar, fracassou devido às falhas de organização dos implicados e à denúncia do golpe por oficiais de extrema-direita (apoiantes do regime), como por exemplo o general Kaúlza de Arriaga e o almirante Américo Tomás. A silenciada e semiadormecida opinião pública portuguesa não teve conhecimento de nada do que se passara, tendo apenas sido surpreendida com uma remodelação ministerial e a demissão de vários altos chefes militares posteriormente ditada por Salazar.

### Terceira fase (finais da década de 60 até à queda do regime)
A oposição radicaliza-se e torna-se forte, favorecendo os actos terroristas, radicais e mais violentos. O regime, sofrendo muitas dificuldades económico-financeiras e pressão internacional, era também atacado fortemente pela oposição. O MFA surgiu na década de 70.
Nem com o afastamento de Salazar do poder, em 1968, fez com que o panorama político se alterasse. As eleições legislativas de 1969 fez eleger um grupo de 30 jovens deputados liberais denominado Ala Liberal e que vieram dar uma lufada de ar fresco na luta pela liberdade. Estes deputados apresentaram vários projectos liberais para acelerar a renovação do regime que Marcelo Caetano (o substituto de Salazar) prometera, mas foram todos derrotados pelos sectores políticos mais conservadores (partidários da União Nacional), apoiantes do regime autoritário. Após sucessivas desilusões e à impossibilidade de exercer livremente os seus direitos, a Ala Liberal acabou por abandonar a Assembleia Nacional. Os esforços dos liberais contribuíram para o descrédito da política marcelista de renovação contínua junto de largos sectores das classes médias portuguesas.
Só nos finais da década de 60 é que se começou a verificar uma radicalização da atitude política, nomeadamente entre as camadas mais jovens, que mais se sentiam vitimadas pela continuação da guerra. As universidades desempenharam um papel fundamental na difusão deste posicionamento. É neste ambiente que a Acção Revolucionária Armada (ARA), apoiada e criada pelo PCP, e as Brigadas Revolucionárias (BR), que em 1973 se fundiriam com o Partido Revolucionário do Proletariado (PRP) se revelaram como uma importante forma de resistência contra o sistema colonial português, praticando ações armadas, não terroristas, principalmente contra a logística da guerra colonial. A Liga de Unidade e Ação Revolucionária (LUAR) foi outro vetor de resistência armada.
Na década de 70, os sectores da finança e negócios, classes médias e movimentos operários alinharam-se à oposição devido às dificuldades económicas vividas no país causadas pela guerra e pela crise mundial de 1973 e foram muito importantes na contestação à política do regime. O regime já tinha os seus dias contados porque quase todos os sectores da sociedade já não o apoiam, até mesmo as forças armadas e alguns membros do clero.
O III Congresso da Oposição Democrática, realizado em Aveiro entre 4 e 8 de abril de 1973, foi um momento de viragem na política portuguesa e na estratégia da oposição. Com participação dos principais movimentos democráticos e de vários oficiais do exército, o congresso uniu as várias correntes ideológicas, políticas e democráticas, que concorreram às eleições legislativas de 1973 sob uma única lista eleitoral.
Crescia o descontentamento e a angústia nas Forças Armadas Portuguesas (a grande base de apoio do regime), especialmente a partir de década de 70, porque eles perceberam que a guerra colonial estava longe de acabar e que eles não iriam conseguir ganhá-la. A recusa do governo em aceitar uma solução política para a guerra levou a que os oficiais percebessem que o fim do conflito passava pelo derrube da ditadura. Os oficiais intermédios do exército, principalmente os capitães, sabendo que tinham o apoio dos seus chefes superiores, organizaram-se num movimento clandestino, o Movimento das Forças Armadas (MFA) que tinha como principais objectivos democratizar o país e acabar a guerra colonial. O programa do MFA, concluído em Março de 1974 e divulgado nos quartéis (na metrópole e nas colónias), iria depois resumir-se em três palavras-lema: Democratizar, Descolonizar e Desenvolver (os três “D”).

## Candidaturas de oposição às eleições legislativas em Portugal durante a ditadura
Na seguinte tabela estão representados os círculos eleitorais de Portugal que receberam candidaturas de oposição durante as eleições que ocorreram na ditadura. Mas na maioria das vezes as candidaturas não eram aceites ou os candidatos e as suas listas desistiam antes de acontecer o ato eleitoral devido a falta de condições e imparcialidade desse mesmo ato eleitoral. As eleições que conseguiram reunir mais candidatos foi as de eleições legislativas de 1969, que mesmo com as condições eleitorais conhecidas a oposição levou as urnas 3 listas tendo desistido apenas a Comissão Eleitoral Nacionalista Independente que tinha apresentado candidatos no círculo eleitoral de Braga.
| Círculos Eleitorais | Eleições Legislativas | Eleições Legislativas | Eleições Legislativas | Eleições Legislativas | Eleições Legislativas | Eleições Legislativas | Eleições Legislativas | Eleições Legislativas |
| Círculos Eleitorais | 1945                  | 1949                  | 1953                  | 1957                  | 1961                  | 1965                  | 1969                  | 1973                  |
| ------------------- | --------------------- | --------------------- | --------------------- | --------------------- | --------------------- | --------------------- | --------------------- | --------------------- |
| Aveiro              |                       |                       | X                     | X                     | X                     |                       | X                     | X                     |
| Beja                |                       |                       |                       |                       |                       |                       | X                     |                       |
| Braga               |                       |                       |                       | X                     | X                     | X                     | X                     |                       |
| Bragança            |                       |                       |                       |                       |                       |                       | X                     |                       |
| Castelo Branco      |                       | X                     |                       |                       | X                     |                       | X                     | X                     |
| Coimbra             |                       |                       |                       |                       | X                     |                       | X                     | X                     |
| Évora               |                       |                       |                       |                       |                       |                       | X                     | X                     |
| Faro                |                       |                       |                       | X                     |                       |                       | X                     |                       |
| Guarda              |                       |                       |                       |                       |                       |                       | X                     |                       |
| Leiria              |                       |                       |                       |                       | X                     | X                     | X                     | X                     |
| Lisboa              | X                     |                       | X                     | X                     | X                     | X                     | X                     | X                     |
| Portalegre          | X                     | X                     |                       |                       |                       |                       |                       |                       |
| Porto               |                       |                       | X                     | X                     | X                     | X                     | X                     | X                     |
| Santarém            |                       |                       |                       |                       | X                     |                       | X                     | X                     |
| Setúbal             |                       |                       |                       |                       |                       |                       | X                     | X                     |
| Viana do Castelo    |                       |                       |                       |                       |                       |                       | X                     | X                     |
| Vila Real           |                       | X                     |                       |                       |                       |                       | X                     |                       |
| Viseu               |                       |                       |                       |                       |                       | X                     | X                     |                       |
| Funchal             |                       |                       |                       |                       |                       |                       | X                     |                       |
| Ponta Delgada       |                       |                       |                       |                       |                       |                       | X                     | X                     |
| Angra do Heroismo   | X                     |                       |                       |                       |                       |                       |                       |                       |
| Horta               | X                     |                       |                       |                       |                       |                       |                       |                       |
| Cabo Verde          | X                     |                       |                       |                       |                       |                       |                       |                       |
| Guiné               | X                     |                       |                       |                       |                       |                       |                       |                       |
| São Tomé e Príncipe | X                     |                       |                       |                       |                       |                       |                       |                       |
| Angola              | X                     |                       |                       |                       |                       |                       |                       |                       |
| Moçambique          | X                     |                       |                       |                       | X                     |                       | X                     |                       |

## Queda do regime
A 25 de Abril de 1974, atingiu, enfim, o principal objectivo e sonho da oposição: o derrube da ditadura. O golpe que acabou com a ditadura foi efectuado pelos militares do MFA, com a colaboração da população. Foi conhecida por Revolução dos Cravos. Neste dia, os militares do MFA marcharam sobre Lisboa, a sede do Governo. As guarnições militares que supostamente eram apoiantes do regime, renderam-se e juntaram-se aos militares do MFA. O regime caiu sem ter quase quem o defendesse. Esta revolução culminou com a rendição de Marcello Caetano, no final do dia. Foi um revolução "não-sangrenta" e "pacífica" (foram mortos apenas 4 manifestantes pela antiga polícia política que ainda resistia na sua sede).